# Bjørn Elmquist
Bjørn Elmquist (nascido em 13 de novembro de 1938, em Svendborg) é um advogado e jornalista dinamarquês que serviu como membro do parlamento pelo Partido Liberal da Dinamarca de 1978 a 1990, e depois pelo Partido Social-Liberal de 1990 a 1998.